# Snoop Dogg's Hustlaz: Diary of a Pimp
Snoop Dogg's Hustlaz: Diary of a Pimp é um filme pornográfico misturado com videos de hip hop music estrelando o rapper Snoop Dogg e  produzido pela Hustler Video. O video também foi dirigido, co-produzido e apresentado por Dogg, embora não apareça em nenhuma cena de sexo.
No créditos do filme Dogg aparece como "Snoop Scorsese". O filme foi lançado em 2002. O filme mostra Snoop como Host de uma festa com mais de quarenta estrelas pornográficas. Ele interpreta um  cafetão, que tenta convencer uma jornalista a participar de uma das cenas do filme. O video se tornou um dos mais vendidos do ramo nos Estados Unidos em  2003.

## Elenco
- Snoop Dogg como The Doggfather (papel não-sexual)
- Ashley Long
- Manuel Ferrara
- Mr. Marcus
- Brian Pumper
- Shyla Stylez
- Brittany Skye

## Prêmios
- Vencedor do AVN Award de 2004 - 'Top Selling Release of the Year' [5]
- Vencedor do AVN Award de 2004  - 'Best Ethnic-Themed Release - Black' [5]
- Indicado do AVN Award de 2004  – 'Best Non-Sex Performance, Film or Video' for Chelsea Blue[6]